# Bell Aircraft Corporation

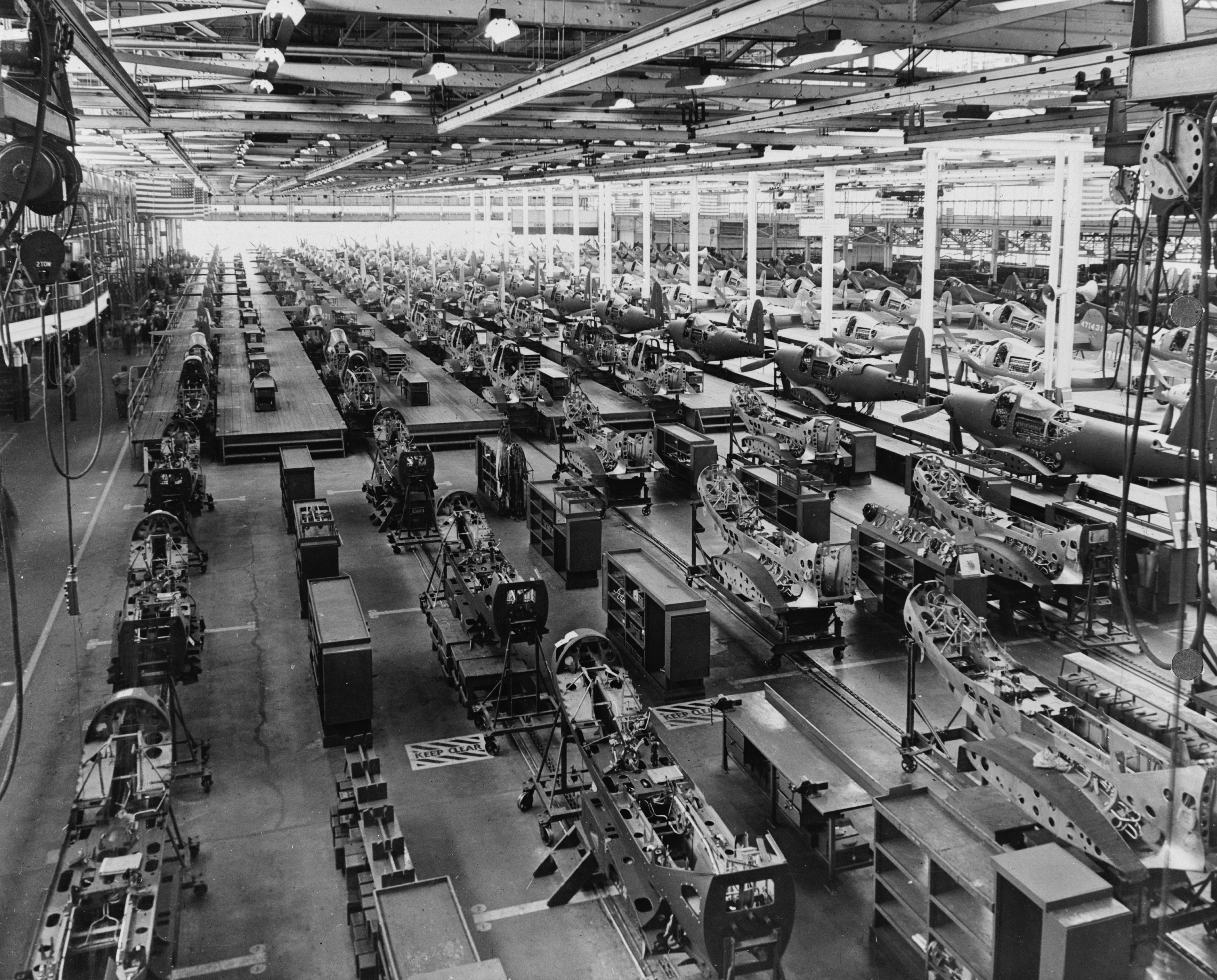
Fotografia

A Bell Aircraft Corporation  foi uma empresa de fabricação de aeronaves dos Estados Unidos, fundada por Lawrence Bell, em 10 de julho de 1935. 
Com sede em Fort Worth, Texas, Bell Helicopter possui fábricas adicionais em Amarillo, Texas e Mirabel, Canadá. Mantém principais centros de abastecimento de logística e de assistência na Europa, Canadá e Singapura, bem como nos Estados Unidos. Bell Aircraft Corporation construíu diversos aviões durante a 2ª Guerra Mundial, do qual se destaca o Bell X-1, o primeiro avião supersónico, e diversos  helicópteros, civis e militares.
A Bell também desenvolveu o Sistema de Controle de Reação para o Programa Mercury da NASA e o Bell Rocket Belt. O Bell 206 Jet Ranger é um dos principais helicópteros da empresa, sendo também um dos mais vendidos no mundo.
Ao longo de sua história, a Bell Helicopter entregou mais de 35.000 aeronaves para clientes ao redor do mundo. A empresa foi adquirida em 1960 pela Textron, sendo a sua designação actual Bell Helicopter.